# 横浜市立瀬谷さくら小学校
横浜市立瀬谷さくら小学校（よこはましりつ せやさくらしょうがっこう）は、神奈川県横浜市瀬谷区下瀬谷3丁目にある公立小学校。

## 概要
- 横浜市立下瀬谷小学校と横浜市立日向山小学校を統合し2010年（平成22年）4月1日に開校した[1]。なお、校舎を始めとする学校敷地は、旧下瀬谷小学校を引き続き使用する[2]。旧日向山小学校は、改修の上、神奈川県立ひなたやま支援学校となった[3]。

- 瀬谷区と泉区との区境に近い下瀬谷3丁目に位置し、泉区の一部も学区となっている。

## 学校目標
「自分大すき 友だち大すき このまち大すき さくらの子」
1. （知）困難なことにもあきらめずに挑戦する子に育てます。
2. （徳）物事の善悪をきちんと判断し、辛抱と我慢のできる子に育てます。
3. （体）自分や人の命を大切にする子に育てます。
4. （公）小さなことでも、社会に役立つための行動ができる子に育てます。
5. （開）様々な人とのコミュニケーションを通じて、社会への視野を広げる子に育てます。

## 沿革

### 下瀬谷小学校
出典
- 所在地：横浜市瀬谷区下瀬谷三丁目58番1号
- 1975年（昭和50年）9月1日 - 横浜市立下瀬谷小学校開校
- 2009年（平成21年） - 夏と冬に分けて、統合に向けて校舎リニュアール工事実施[5][6]
- 2010年（平成22年）3月31日 - 統合再編に伴い閉校

### 日向山小学校
出典
- 所在地：横浜市瀬谷区南瀬谷2-20
- 1980年（昭和55年）9月1日 - 横浜市立日向山小学校開校（児童数504名）
- 1982年（昭和57年） - 校歌・校章制定
- 2010年（平成22年）3月31日 - 統合再編に伴い閉校

### 瀬谷さくら小学校
- 2010年（平成22年）4月1日 - 下瀬谷小学校と日向山小学校を統合し、横浜市立瀬谷さくら小学校開校[1][8]。
- 2019年（令和元年）11月8日  - 創立10周年記念として、児童が企画した「おめでとうの会」開催（児童数420名）[1]。

## 通学区域と進学先中学校
出典

### 通学区域
- 泉区
  - 和泉町（7315番地〜7320番地、7323番地〜7329番地、7405番地〜7419番地、7510番地〜7512番地）
  - 上飯田町（4663番地〜4685番地、4698番地〜4705番地、4800番地、4801番地、4808番地〜4811番地）
- 瀬谷区
  - 下瀬谷1丁目（4番地6号、4番地9号、4番地15号〜4番地17号、4番地25号〜4番地29号、8番地、11番地〜23番地、26番地〜41番地）
  - 下瀬谷2丁目（1番地〜15番地、17番地〜19番地6号、36番地〜52番地）
  - 下瀬谷3丁目（全域）
  - 南瀬谷1丁目（48番地〜91番地）
  - 南瀬谷2丁目（1番地〜44番地）

### 進学先中学校
公立学校に進学する場合
- 横浜市立南瀬谷中学校 - 泉区和泉町（7315番地〜7320番地、7323番地〜7329番地、7405番地〜7419番地、7510番地〜7512番地）、上飯田町（4663番地〜4685番地、4698番地〜4705番地、4800番地、4801番地、4808番地〜4811番地）、瀬谷区南瀬谷1丁目（48番地〜91番地）、南瀬谷2丁目（1番地〜44番地）から通う児童の主な進学先
- 横浜市立下瀬谷中学校 - 瀬谷区下瀬谷1丁目（4番地6号、4番地9号、4番地15号〜4番地17号、4番地25号〜4番地29号、8番地、11番地〜23番地、26番地〜41番地）、下瀬谷2丁目（1番地〜15番地、17番地〜19番地6号、36番地〜52番地）、下瀬谷3丁目から通う児童の主な進学先

## 周辺
- 下瀬谷第四公園
- 相沢川

## 交通アクセス
出典 
- 相模鉄道本線瀬谷駅北口より神奈川中央交通立場ターミナル行き「瀬02」・「立01」の各系統のバスで、「下瀬谷橋」バス停下車後、徒歩約3分。
- 相模鉄道いずみ野線いずみ野駅より神奈川中央交通で瀬谷駅行き「い12」・「立01」系統で「下瀬谷橋」下車。
- 小田急電鉄江ノ島線・相模鉄道本線大和駅南口より相鉄バスでニュータウン南瀬谷行き、終点下車、徒歩約3分。